# Ford 5-AT Tri-Motor
Ford 5-AT Tri-Motor byl americký celokovový třímotorový dopravní letoun, navazující na koncepčně stejný lehčí typ Ford 4-AT Tri-Motor. Typ 5-AT se vyráběl až do června 1933. Létal na tratích zejména v Americe, ovšem byl propagován i v Evropě.
Původní varianta Ford 5-AT-A z roku 1928 s kapacitou 13 cestujících byla ve výrobě v roce 1929 nahrazena typem 5-AT-B pro 15 osob. U následujících verzí 5-AT-C a 5-AT-D byla kapacita dále zvýšena na 17 pasažérů. Některé stroje 5-AT-C měly místo kol plováky a nesly označení 5-AT-CS.
Kromě domácích American Airways a Pan American sloužil v počtu 4 strojů u mexické dopravní společnosti Compania Mexicana de Aviacion, dále v Chile u Linea Aerea Nacional, nebo u venezuelského dopravce AVENSA. Tri-Motory používalo rovněž kanadské vojenské letectvo RCAF a pod označením XJR-1 rovněž US Navy v počtu 8 kusů.
Fordů 5-AT bylo vyrobeno celkem 117 kusů. Dále existovaly verze 6-AT, 7-AT, 9-AT, 11-AT a 13-AT, které se lišily pouze v drobnostech.

## Služba v Československu
V rámci turné po Evropě byl letoun předváděn i v Praze, kde jej 21. října 1929 zakoupilo Ministerstvo veřejných prací pro Československé státní aerolinie. Šlo o stroj verze 5-AT-C, výrobního čísla 50, který nesl civilní poznávací značku OK-FOR. Do rejstříku byl zapsán 23. dubna 1930 a létal na domácích tratích. Svoji činnost ukončil tragicky dne 22. srpna 1930, kdy havaroval v Bedřichově u Jihlavy. Zahynuli oba členové posádky ve složení pilot Josef Sedlář a mechanik Josef Trafina a 10 z 11 cestujících, přežil prof. Kraus. Celkem tento stroj nalétal 15 800 km a 109 hodin.

## Specifikace (5-AT-C)
Data podle: Němeček, Týc a L+K

### Technické údaje
- Posádka: 2
- Počet pasažérů: 14
- Rozpětí: 23,71 m
- Délka: 15,18 m
- Plocha křídla: 77,57 m²
- Výška: 4,16 m
- Pohonná jednotka: 3x hvězdicový motor Pratt & Whitney Wasp C-1
- Výkon motoru: 420 k (309 kW)
- Hmotnost prázdného stroje: 3400 kg
- Vzletová hmotnost: 6100 kg

### Výkony
- Maximální rychlost: 217 km/h
- Cestovní rychlost: 180 km/h
- Dostup: 5500 m
- Dolet: 850 km